# 蒂琴
蒂琴是波蘭的城鎮，位於該國東南部，由喀爾巴阡山省負責管轄，始建於1368年，面積9.67平方公里，2006年人口3,299。第二次世界大戰期間，納粹德國自1939年9月10日起佔領該鎮。